# 69db
69DB (né Sebastian Vaughan), également connu sous le nom de Seb, est un pionnier anglais de la scène free party, bercé dans les sonorités jungle, drum'n'bass, break, scratches et hardtek. Ancien membre du Sound System Spiral Tribe, il a notamment sorti les albums :
- In Dub Technic (2000)
- 69 Db Meets MC Tablloyd : Freestyling (2000)
- Dragoon Dub (2002)
- Break-tec (2006 Electro Lab Factory)

## Liens
- creationforge.com Le site de téléchargement mp3 fondé par 69db.
- Myspace La page Myspace de 69db.
- Biographie sur CD1D.com